# Allhuset, Stockholms universitet
Allhuset på Stockholms Universitetsområde, Frescati, är en servicebyggnad till för studenter, anställda och besökare. Allhuset är ritat av arkitekten Ralph Erskine, uppfördes mellan 1979 och 1981 och invigdes samma år det stod klart. Byggnaden fick Kasper Salinpriset 1980.
Allhuset var en del av ett större nybyggnadsprojekt på universitetsområdet i Frescati som Erskine fick gestalta i mitten av 1970-talet. Förutom Allhuset, studenternas kårhus, ritade han universitetsbiblioteket, Aktiverum (Frescatihallen), Juristernas hus och Aula Magna. Allhuset kom till efter intensiva diskussioner mellan arkitekten, brukaren (studenter) och representanter för byggherren (Byggnadsstyrelsen). Den ursprungliga planen var att bygga ett bibliotek som inrymde servicefunktioner, men Erskine valde att bygga bibliotek och allhus på olika platser istället. Allhuset byggdes ihop med Lantbrukarakademiens gamla museibyggnad idag kallad "Lantis" för att bilda ett rikare servicekomplex.
Till en början hade Allhuset formen av en rätvinklig triangel men under skissarbetet blev byggnadens arkitektur alltmer organisk och expressiv. Formspråket påminner om den tyska arkitekten Hans Scharouns idéer och kan nästan uppleva den som anarkistisk i sin form. Slutresultatet uppskattades av studenterna. Det fanns även en tanke om att låta taket på Allhuset vara täckt av gräs, men på grund av tekniska och ekonomiska begränsningar var detta inte möjligt. 
Allhuset är triangelformad, utförd i tre plan med en yta av 7 200 m². Källaren är byggd helt under mark och rymmer förråd och skyddsrum. Tillsammans rymmer Lantis och Allhuset cirka 1000 personer. På entréplanet är butiks- och servicelokaler samlade längs en innergata. På övre våningsplanet finns café, kårlokal och foajé. Vid trappan på övre våningen finns även konstverket "Nike" av Tommy Widing.
Ralph Erskine har en tydlig ambition att skapa mötesplatser för människor i rörelse.
Detta syns väl i Allhusets arkitektur, där många sittplatser, trappor och gångvägar är integrerade.
Karakteristisk för byggnadens arkitektur är de långt utkragande taken och den långt nerdragna takspetsen i norr som samtidigt fungerar som takavvatting. Erskines förkärlek för naturmaterial och obehandlad betong kommer i Allhuset till sin rätt. Här blandade han träpaneler, limträbalkar, rött fasadtegel, klinkerplattor (på golven), träullsplattor (i taken) och betong (i trappor) på ett intressant sätt. Fasaden mot öster, del av fasaden mot söder, samt fasaderna kring gården var från början ofärgad impregnerad träpanel. Övriga fasader är klädda med rött fasadtegel med fogar av rött infärgat fogbruk. Yttertaket är element av träull och cellplast lagda på betong, vars ytskikt är av papp. En brandutrymningstrappa fungerar samtidigt som talartribun med sittplatser på trappstegen. Erskines respekt för naturen gjorde att huset byggdes delvis runt en hundraårig ek.

## Bilder

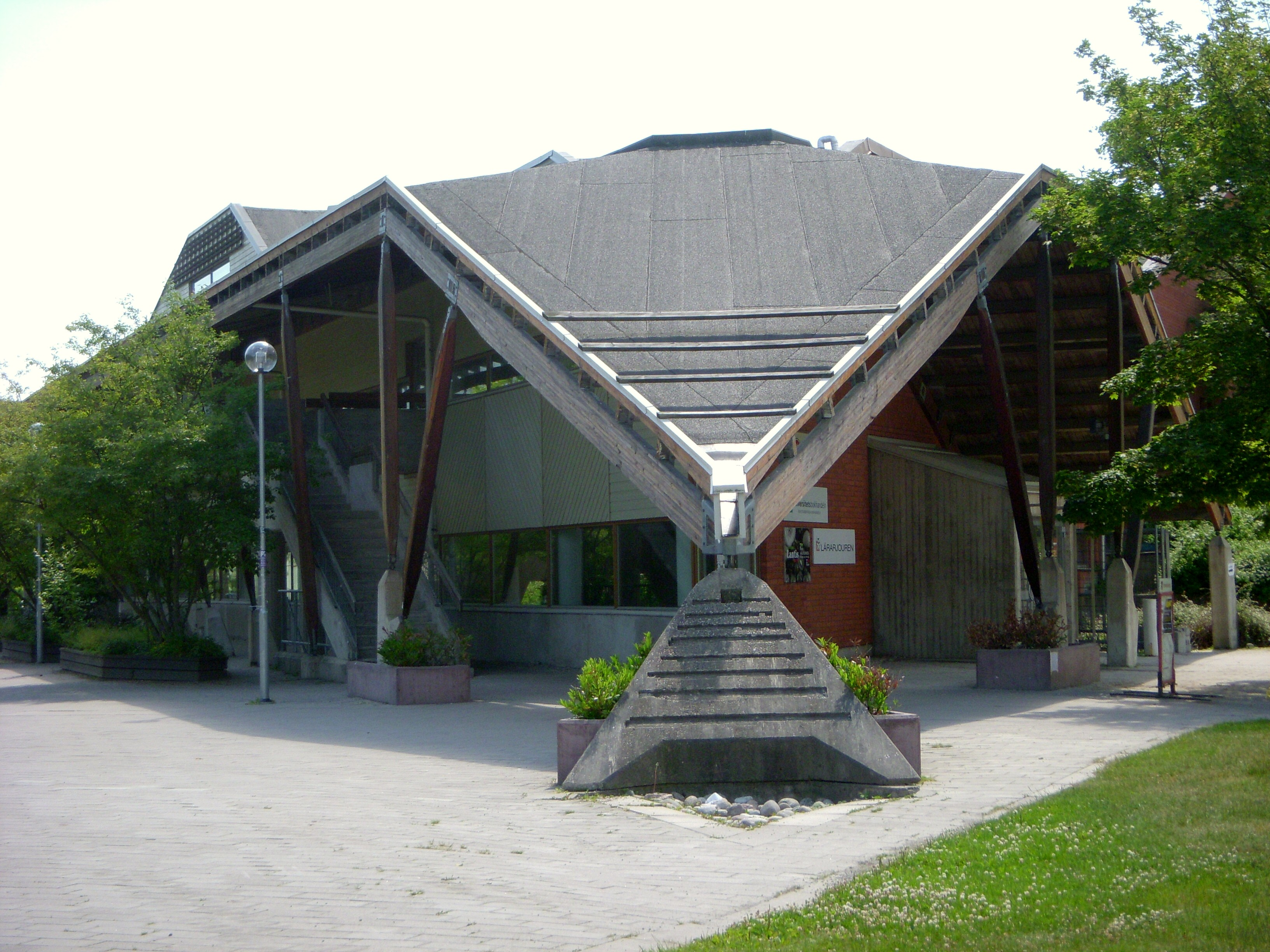
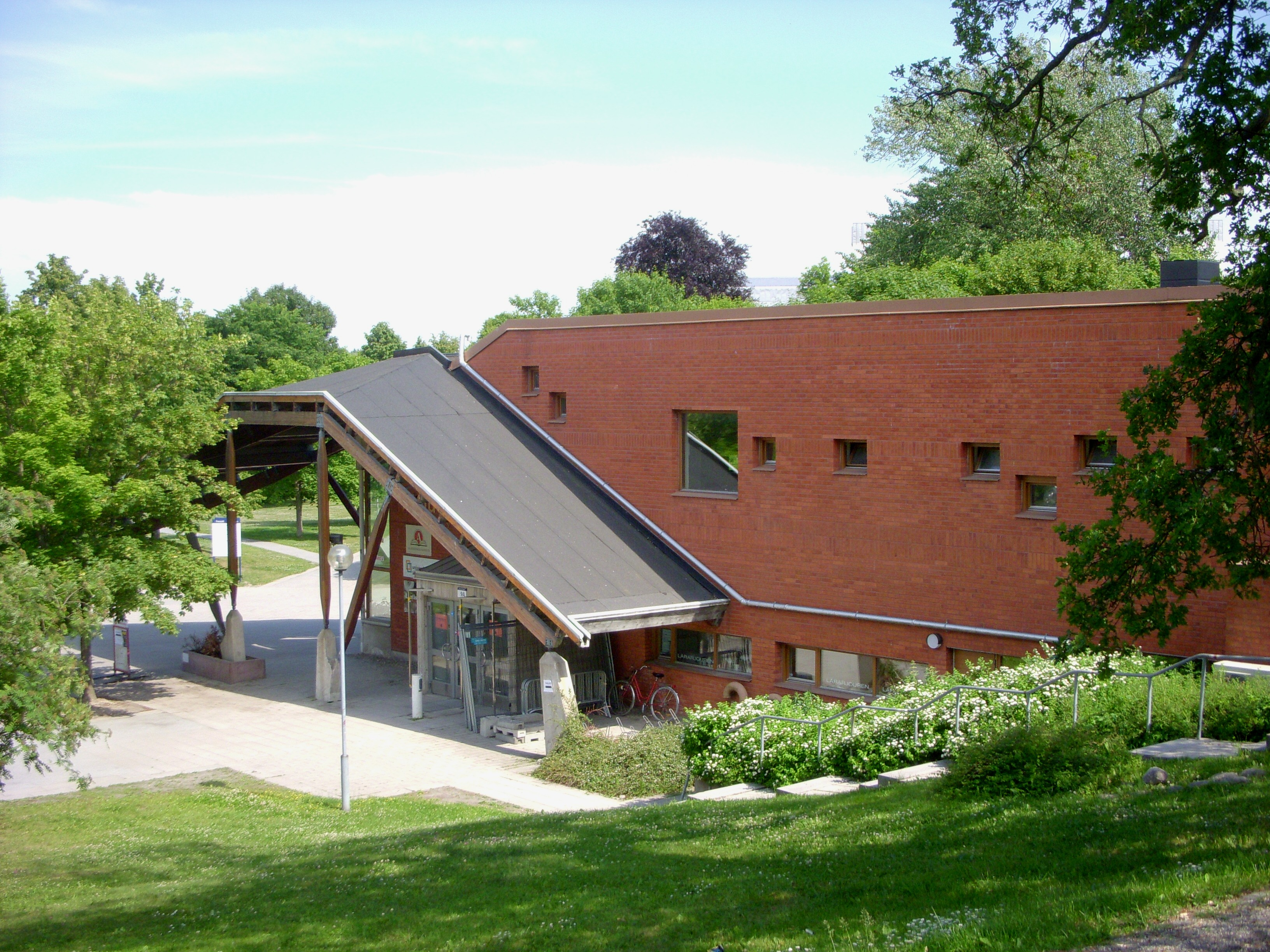
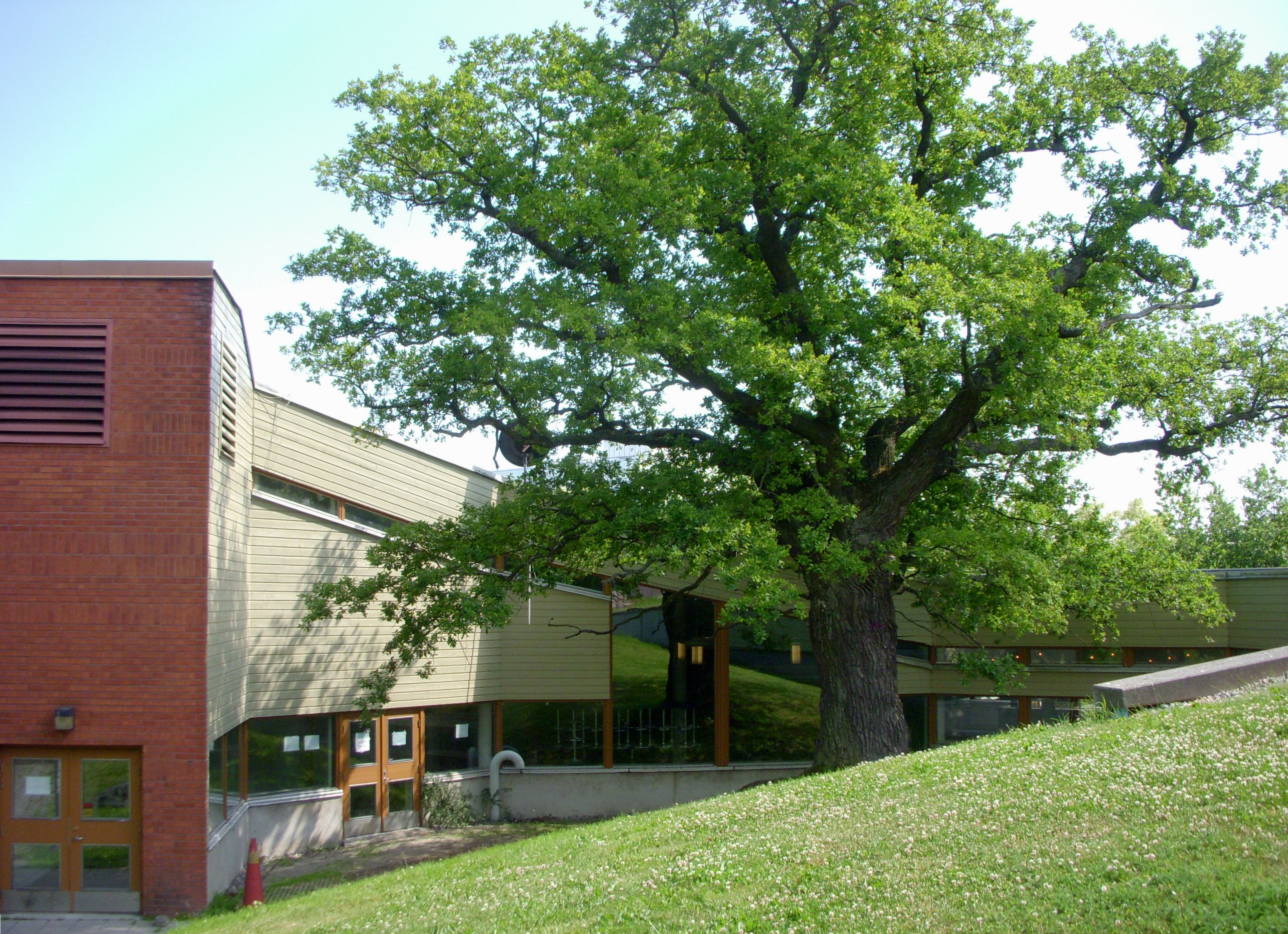
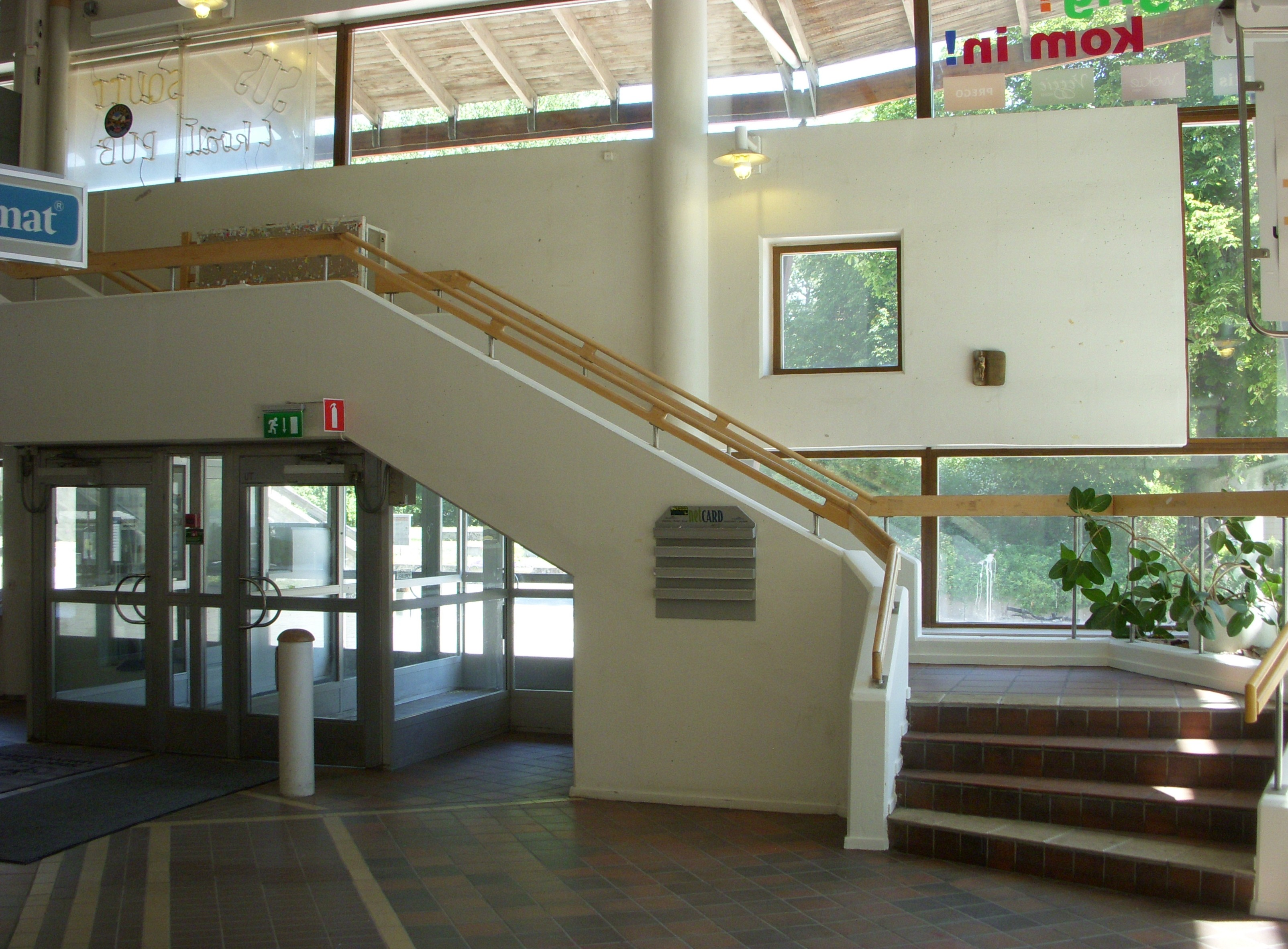